# Hot Eyes
Hot Eyes va ser el nom adoptat per als actes internacionals pel duet de cantants danesos coneguts al seu país com Kirsten i Søren. Va ser format per Kirsten Siggaard Andersen (7 de setembre de 1954 a Slagelse) i Søren Bundgaard Nielsen (4 de març de 1956 a Glostrup).

## Biografia
Kirsten es va criar en una família cristiana tradicional que cantava en un cor de l'església quan era jove i més tard va seguir una carrera considerada adequada i desitjable, treballant en un banc, on va conèixer el seu marit, Jorgen. Søren era un músic, cantant i compositor, en aquell moment membre de la banda danesa Sir Henry. Tant Sir Henry com Kirsten van participar al Gran Premi Dansk Melodi, que serveix com a preselecció danesa per al Festival de la Cançó d'Eurovisió, el 1983. Per alguna raó, l'entrada de Sir Henry, "Og Livet går" amb música composta per Søren va ser desqualificada i Kirsten va ocupar el seu lloc a la final, com a premi de consolació ell va cantar com un dels cors de Kirsten.
Més tard Søren va decidir deixar Sir Henry a favor d'una major cooperació amb Kirsten, i el duet va entrar al MGP de Dansk el 1984 com Hot Eyes amb la cançó "Det' lige det". La cançó es va fer coneguda a Dinamarca com la "cançó de la piscina", ja que al final de l'actuació de Dansk MGP, Kirsten va llançar Søren a una piscina al costat de l'escenari. Van guanyar el concurs i, per tant, van representar Dinamarca al Festival de la Cançó d'Eurovisió de 1984, ocupant el quart lloc, tot i que no van poder replicar el truc de la piscina. Aquesta va ser la millor posició de Dinamarca des de 1963, quan la candidatura del país va guanyar el concurs. Kirsten estava realment embarassada del seu primer fill mentre cantava a Eurovisió.
A partir de la seva popularitat, van tornar a guanyar el Dansk MGP el 1985 amb "Sku' du spørg' fra no'en?", l'única segona victòria consecutiva. Va ser només aleshores que Kirsten va decidir abandonar la seva feina al banc i emprendre una carrera a temps complet en l'entreteniment amb Hot Eyes. La cançó va destacar per incloure la filla de nou anys de Søren, Lea Bundgaard, que va tenir un paper vital en l'actuació. Aquesta vegada, però, només van ocupar l'onzena posició a l'ESC.
El 1986 i el 1987 Kirsten & Søren també van entrar al MGP de Dansk, però no van guanyar, van quedar quarts amb "Sig det, som det er" i cinquens amb "Farvel og Tak" respectivament. Mentrestant, Kirsten va començar la seva carrera teatral, apareixent en una obra de teatre així com en musicals com Chess o Les Misérables.
El 1988, però, va ser una sort per a Hot Eyes, quan la seva entrada, "Ka' du se, hva' jeg sa'?" va tornar a guanyar el MGP de Dansk, fent-los rècord de tres vegades guanyadors del concurs (Tommy Seebach va igualar aquest rècord el 1993). Al Festival de la Cançó d'Eurovisió de 1988 (on en realitat van ser anunciats com a Kirsten & Søren), també van quedar molt bé, tercers, que va ser la millor posició de Dinamarca en vint-i-cinc anys. Kirsten va tornar a estar embarassada (amb el seu segon fill), però aquesta vegada de manera molt més visible: va donar a llum només tres setmanes després de l'actuació.
Tot i que el duet no es va separar oficialment fins al 1991, no van gravar junts després del 1988. El 1989, Søren i Keld Heick van escriure junts una altra cançó per a Dansk MGP, aquesta vegada per a Birthe Kjær, guanyant de nou el concurs. Tots dos van aparèixer a l'escenari com a coristes de Birthe, juntament amb Lei i Lupe Moe, que van donar suport a no menys de deu entrades daneses a l'ESC entre 1981 i 2002. "Vi maler byen rød" va tornar a quedar tercer a Eurovisió. Søren també va provar sort com a compositor al Dansk MGP de 1993 i 1999, però no va guanyar, i actualment dirigeix una companyia discogràfica anomenada "SB Studio" a Aalborg.
Kirsten va entrar de nou al pop Dansk l'any 1990 amb "Inden Længe", però no va aconseguir un altre bitllet per a Eurovisió. Més tard es va revelar que el número de telèfon que utilitzaven els espectadors per votar aquesta cançó havia tingut problemes tècnics, tot i que era massa tard per fer-hi res. El 1992, va formar un trio anomenat "Swing Sisters" amb la cantant d'òpera Kirsten Vaupel i l'actor Lise-Lotte Norup, amb qui va fer una gira per Dinamarca i diversos països europeus. També va actuar amb Søren en diverses ocasions especials després, repetint alguns dels èxits de Hot Eyes.
La carrera en solitari de Kirsten ha anat creixent. Famosa a Dinamarca per la seva interpretació guardonada d'Édith Piaf el 1991. El gener de 2014 va fer una nova gira d'una obra musical anomenada Spurven (el pardal). L'obra se centra en els darrers 5 anys de la vida de Piaf.

## Discografia

### Àlbums d'estudi
- 1984: Hot Eyes
- 1985: Sku' du spørg' fra no'en
- 1986: 3
- 1988: Ka' du se hvad jeg sa'?

### Solters
- 1983: "Det' lige det"
- 1984: "Tæl til ti"
- 1984: "Waiting in the rain"
- 1985: "Sku' du spørg' fra no'en"
- 1985: "Den første gang"
- 1986: "Hvem var det nu du sa' du var?"
- 1986: "Sig det som det er"
- 1987: "Farvel og tak"
- 1988: "Ka' du se hva' jeg sa'?"